# Evangelický kostel (Janské Lázně)
Evangelický kostel v Janských Lázních se nachází na Černohorské ulici, východně od centra města. Jedná se o kostel kazatelské stanice trutnovského sboru Českobratrské církve evangelické. Kostel není památkově chráněn.

## Historie
Kazatelská stanice vznikla v Janských Lázních v 19. století a původně byla součástí evangelického sboru augsburského vyznání v Heřmanových Sejfech. Ve druhé polovině 19. století se v Janských Lázních velmi rozvíjelo lázeňství, což s sebou neslo potřebu, aby zde evangelíci měli důstojné místo pro bohoslužby. Poté, co došlo ke zrovnoprávnění evangelíků s katolíky (císařským patentem v roce 1861), začala se plánovat stavba kostela. V letech 1872–1879 proběhla výstavba. Vznikla jednolodní stavba v pseudogotickém stylu s výraznou věží nad vstupním průčelím. Evangelický farář z Heřmanových Sejfů, Jan Kupka, také nechal v sousedství kostela postavit dům, kam se chtěl uchýlit na odpočinek, a kde by také zčásti nacházeli ubytování lázeňští hosté. Po odsunu německojazyčného obyvatelstva po roce 1945 byl kostel předán do majetku Českobratrské církve evangelické. Janské Lázně se staly kazatelskou stanicí sboru v Trutnově, sbor v Heřmanových Sejfech zcela zanikl.

## Architektonická podoba
Kostel je jednolodní novogotická stavba respektující osu Černohorské ulice. Presbytář je tedy umístěn západním směrem s mírným vychýlením k severu. Vstupnímu průčelí je předsazena užší čtverhranná věž, která v nejvyšším patře přechází do tvaru osmihranu. Zúžený presbytář je trojboce uzavřen. Presbytář je sklenutý novogotickou hvězdicovitou klenbou, kostelní loď je plochostropá.